# Solius
|  | No s'ha de confondre amb Santa Maria de Solius. |

Solius és una entitat de població del municipi baixempordanès de Santa Cristina d'Aro, pertanyent a aquest municipi des de mitjans del Segle XIX: l'antic terme de Solius fou un dels quatre termes integrats al municipi actual de Santa Cristina d'Aro, en segregar-se el 1858 de Castell d'Aro.
El nucli del poble allotja actualment el monestir cistercenc de Santa Maria de Solius, fundat el 1967 per quatre monjos provinents de Poblet. La base de la construcció moderna del monestir fou l'església parroquial de Solius, datant del segle xviii sobre la base d'una església romànica del segle x o xi. Aquest monestir és conegut pels seus pessebres diorames, fets per Fra Gilbert Galceran i Famadas, a més del seu taller d'enquadernació de llibres. Igualment, darrerament la comunitat s'ha destacat com a defensora dels paratges naturals de Solius, amenaçats durant els darrers anys per projectes d'urbanitzacions.
Cap el 1920 s'hostatjà a la rectoria de Solius, convalescent, l'escriptor gironí Xavier Monsalvatje, que hi va escriure les Proses del viure a Solius.
El 2012 es va cremar una part del terme arran d'un incendi que va sorgir després de diversos mesos sense ploure.
A dins de l'antiga parròquia de Solius, prop de la carena de l'Ardenya, hi ha també l'església de Sant Baldiri de Solius, en mal estat de conservació. Altres punts interessants de Solius es troben a la Llista de monuments de Santa Cristina d'Aro.